# Jeka (bedrijf)
Jeka was een tinverwerkend metaalbedrijf in Tiel, dat was gevestigd aan de Jacob Cremerstraat 4.
Het bedrijf werd in 1933 opgericht door Jerzy Komorowski, die het in 1937 overdroeg aan J.A. Kanis. Men vervaardigde daar eenvoudig forceerwerk (het in een mal duwen van het metaal), waaronder tinnen gebruiksvoorwerpen. In 1964 werd het bedrijf aan Daalderop verkocht.